# ODF
ODF là viết tắt của Open Document Format for Office Applications (hay còn gọi là OpenDocument trong tiếng Anh) là một định dạng tập tin thuộc họ XML bị nén Zip dùng để lưu những tài liệu điện tử như bức thư, văn bản, bảng tính, biểu đồ, và bản thuyết trình. Nó được phát triển với mục đích cung cấp một đặc tả định dạng tệp dựa trên XML mở cho các ứng dụng văn phòng.
Tiêu chuẩn này được phát triển bởi Organization for the Advancement of Structured Information Standards (OASIS). Các thông số kỹ thuật của tiêu chuẩn đã được phát triển dựa trên các đặc tả của Sun Microsystems cho các định dạng XML cho OpenOffice.org. Được dành riêng cho mục đích "để cung cấp một tiêu chuẩn mở cho các tài liệu văn phòng."
Ngoài việc là một tiêu chuẩn OASIS, phiên bản 1.0 được công bố như là một tiêu chuẩn quốc tế ISO/IEC, ISO/IEC 26300:2006 Open Document Format for Office Applications (OpenDocument) v1.0.

## Thông số kỹ thuật
Các phần mở rộng tên tập tin phổ biến nhất được sử dụng cho tài liệu OpenDocument:
- .odt và .fodt cho tài liệu văn bản
- .ods và .fods cho bảng tính
- .odp và .fodp cho bản tuyết trình
- .odb cho cơ sở dữ liệu
- .odg và .fodg cho đồ họa
- .odf cho công thức, phương trình toán học.

Định dạng OpenDocument ban đầu bao gồm một tài liệu XML có <document> như là root element. Các tệp OpenDocument cũng có thể có định dạng của file lưu trữ nén ZIP chứa một số tệp và thư mục; những file này có thể chứa nội dung nhị phân và lợi ích từ việc nén không mất dữ liệu của ZIP để giảm kích thước file. OpenDocument có lợi từ việc tách các mối quan tâm bằng cách tách nội dung, kiểu, siêu dữ liệu và cài đặt ứng dụng thành bốn tệp XML riêng biệt.
Có một bộ tài liệu mẫu toàn diện ở định dạng OpenDocument có sẵn. Toàn bộ bộ kiểm tra có sẵn theo giấy phép Creative Commons Attribution 2.5.

## Quá trình Tiêu chuẩn hóa
Chuẩn OpenDocument được phát triển bởi Technical Committee (TC) thuộc Liên minh công nghiệp OASIS (Organization for the Advancement of Structured Information Standards). ODF-TC có các thành viên từ một loạt các công ty và cá nhân. Thành viên TC tích cực có quyền biểu quyết. Các thành viên liên kết với Sun và IBM đôi khi có ảnh hưởng bầu cử lớn. Quá trình tiêu chuẩn hóa liên quan đến các nhà phát triển của nhiều bộ văn phòng hoặc các hệ thống tài liệu liên quan. Cuộc họp ODF-TC chính thức đầu tiên để thảo luận về tiêu chuẩn là ngày 16 tháng 12 năm 2002; OASIS đã phê duyệt OpenDocument như một tiêu chuẩn OASIS vào ngày 1 tháng 5 năm 2005. OASIS đã gửi thông số kỹ thuật ODF cho Ủy ban kỹ thuật chung ISO/IEC 1 (JTC 1) vào ngày 16 tháng 11 năm 2005, theo các quy tắc PAS công khai. Tiêu chuẩn hóa ISO/IEC cho một tiêu chuẩn tài liệu mở bao gồm văn bản, bảng tính và bản trình bày đã được đề xuất lần đầu tiên trong DKUUG ngày 28 tháng 8 năm 2001.
Sau 6 tháng xem xét, ngày 3 tháng 5 năm 2006, OpenDocument đã nhất trí thông qua lá phiếu DIS (Draft International Standard) sáu tháng của mình trong JTC 1 (ISO/IEC JTC1/SC34), với sự tham gia rộng rãi, sau đó, đặc điểm kỹ thuật của OpenDocument đã được "phê duyệt để phát hành như một Tiêu chuẩn quốc tế ISO và IEC" dưới tên gọi ISO/IEC 26300:2006.
Sau khi trả lời tất cả các bình luận bằng văn bản và một lá phiếu mặc định 30 ngày, chuẩn quốc tế OpenDocument đã được phát hành trong ISO, phát hành chính thức vào ngày 30 tháng 11 năm 2006.
Công việc chuẩn hóa hơn nữa với OpenDocument bao gồm:
- Thông số kỹ thuật của OASIS OpenDocument 1.0 (second edition) tương ứng với chuẩn ISO/IEC 26300:2006 được công bố. Nội dung của ISO/IEC 26300 và OASIS OpenDocument v1.0 2nd ed. giống nhau.[18] Nó bao gồm các thay đổi biên tập được thực hiện để giải quyết các bình luận lá phiếu JTC1. Nó có sẵn ở định dạng ODF, HTML và PDF.
- OpenDocument 1.1 bao gồm các tính năng bổ sung để giải quyết các mối quan tâm về khả năng truy cập.[19] Nó đã được phê duyệt là một Chuẩn OASIS ngày 2/1/2007 sau một cuộc gọi bỏ phiếu được tiến hành vào ngày 16/1/2007.[20] Thông báo công khai được đưa ra vào ngày 13/2/2007.[21] Phiên bản này ban đầu không được gửi tới ISO/IEC, bởi vì nó được xem là một cập nhật nhỏ cho ODF 1.0, và OASIS đã làm việc trên ODF 1.2 vào thời điểm ODF 1.1 được phê duyệt.[22] Tuy nhiên sau đó nó đã được gửi đến ISO/IEC (kể từ tháng 3 năm 2011, nó đã ở "giai đoạn tìm hiểu" như Draft Amendment 1 –  ISO/IEC 26300:2006/DAM 1) và được xuất bản vào tháng 3 năm 2012 với tên "ISO/IEC 26300:2006/Amd 1:2012 – Open Document Format for Office Applications (OpenDocument) v1.1".[23][24]
- OpenDocument 1.2 bao gồm các tính năng trợ năng bổ sung, siêu dữ liệu dựa trên RDF,[25] đặc tả công thức bảng tính dựa trên OpenFormula,[25] hỗ trợ chữ ký số một số tính năng được đề xuất bởi cộng đồng. Nó bao gồm ba phần: Phần 1: Lược đồ OpenDocument, Phần 2: Định dạng công thức tính toán lại (OpenFormula) Format và Phần 3: Đóng gói. Version 1.2 của thông số kỹ thuật đã được phê duyệt là Chuẩn OASIS ngày 29/9/2011.[26] Nó đã được đệ trình lên ủy ban ISO có liên quan theo thủ tục Publicly Available Specification (PAS) vào tháng 3 năm 2014.[27] Kể từ tháng 10 năm 2014, nó đã được nhất trí phê duyệt là Draft International Standard, một số ý kiến đã được nêu ra trong quá trình cần được giải quyết trước khi OpenDocument 1.2 có thể tiến hành trở thành Tiêu chuẩn quốc tế.[28] OpenDocument 1.2 đã được phát hành theo tiêu chuẩn ISO/IEC vào ngày 17 tháng 6 năm 2015..[29][30][31]

### Tương lai
- OpenDocument 1.3 (a.k.a. "ODF-Next") Kể từ tháng 1 năm 2014, trạng thái hiện tại của phiên bản tương lai có thể có của đặc tả OpenDocument là một bản nháp đang hoạt động (phác thảo hoặc phiên bản của đặc tả kỹ thuật không được phê duyệt sơ bộ). OASIS Advanced Document Collaboration (được thành lập vào tháng 12 năm 2010) đang thực hiện cập nhật theo dõi thay đổi OpenDocument nó sẽ không chỉ tăng cường bộ tính năng theo dõi thay đổi hiện tại mà còn đặt nền tảng cho việc chuẩn hóa cộng tác theo thời gian thực bằng cách làm cho theo dõi thay đổi tương thích với cộng tác thời gian thực.[32][33][34]

## Ứng dụng hỗ trợ

### Phần mềm
Đinh dạng OpenDocument được sử dụng trong các phần mềm tự do và cả ở phần mềm độc quyền. 
Nó bao gồm bộ phần mềm văn phòng (cả dạng phần mềm truyền thống lẫn phần mềm trên nền web) và các ứng dụng cá nhân như phần mềm xử lý văn bản, bảng tính, bản thuyết trình, và ứng dụng quản lý dữ liệu. Một vài phần mềm văn phòng nổi bật (hỗ trợ tài liệu mở hoàn toàn hoặc một phần) có:
- AbiWord[35][36]
- Adobe Buzzword[37]
- Atlantis Word Processor[38]
- Aspose.Words là một thành phần/thư viện có sẵn cho cả hai nền tảng .NET và Java, cho phép mở và lưu tài liệu văn bản OpenDocument (ODT).
- Calligra Suite[39]
- Corel WordPerfect Office X4[40]
- Evince
- Google Docs[41]
- Gnumeric[42]
- IBM Lotus Symphony[25][43][44]
- Inkscape xuất ra file.odg
- OpenOffice.org
- KOffice[45]
- LibreOffice[25]
- NeoOffice
- Microsoft Office 2003 và Office XP (với Add-in nguồn mở OpenXML/ODF Translator cho Office)[46]
- Microsoft Office 2007 (từ bản phát hành sp2) hỗ trợ ODF 1.1[47] (Chỉ trên Windows)
- Microsoft Office 2010 hỗ trợ ODF 1.1(Chỉ trên Windows)
- Microsoft Office 2013 trợ ODF 1.2 (Chỉ trên Windows)
- Microsoft Office 2016 và 2019 hỗ trợ ODF 1.2 (Windows: đọc/ghi; OS X: chỉ đọc sau khi chuyển đổi online[48])
- Microsoft OneDrive/Office Web Apps[49]
- Okular
- Scribus nhập các định dạng.odt và.odg
- SoftMaker Office
- Sun Microsystems StarOffice
- WordPad 6.1 (Windows 7) hỗ trợ một phần.
- Zoho Office Suite[25]

Nhiều tổ chức đã phát triển các ứng dụng chuyển đổi (bao gồm cả plugin và bộ lọc) để hỗ trợ OpenDocument trên các sản phẩm của Microsoft. Tính đến  năm July 2007, có chín gói phần mềm chuyển đổi. Microsoft lần đầu phát hành hỗ trợ cho Định dạng OpenDocument trong Office 2007 SP2. Tuy nhiên, việc triển khai đã vấp phải sự chỉ trích đáng kể và Liên minh ODFvà những người khác tuyên bố rằng các plugin của bên thứ ba cung cấp hỗ trợ tốt hơn. Microsoft Office 2010 có thể mở và lưu tài liệu Định dạng OpenDocument nguyên bản, mặc dù không phải tất cả các tính năng đều được hỗ trợ.
Bắt đầu với Mac OS X 10.5, ứng dụng TextEdit và tính năng xem trước Quick Look hỗ trợ định dạng Văn bản OpenDocument.

### Khả năng tiếp cận
Một vấn đề quan trọng được nêu ra trong cuộc thảo luận về OpenDocument là liệu định dạng có thể truy cập được đối với người khuyết tật hay không. Có hai vấn đề: đặc tả có hỗ trợ khả năng truy cập không và có triển khai được không?

#### Đặc tả kỹ thuật
Trong khi đặc điểm kỹ thuật của OpenDocument đang trải qua một đánh giá khả năng truy cập mở rộng, nhiều thành phần được xây dựng trên (như SMIL cho âm thanh và đa phương tiện và SVG cho đồ họa vector) đã trải qua các quy trình Web Accessibility Initiative của World Wide Web Consortium (W3C).
Hiện đã có các ứng dụng đọc/ghi OpenDocument xuất các ra các file PDF được gắn thẻ (để hỗ trợ khả năng truy cập PDF); điều này cho thấy rằng nhiều hoặc tất cả các dữ liệu cần thiết cho khả năng truy cập đã được bao gồm trong định dạng OpenDocument.
Ủy ban kỹ thuật OASIS OpenDocument đã phát hành bản nháp OpenDocument 1.1 vào ngày 27/7/2006, để lấy ý kiến công chúng đện 25/9/200609. Đây là một bản cập nhật rất nhỏ cho đặc tả để thêm thông tin về khả năng truy cập, chủ yếu là đánh dấu ngắt trang mềm, đánh dấu tiêu đề bảng, đánh dấu điều hướng trình bày, văn bản và chú thích thay thế, và nêu cụ thể rằng bảng tính có thể được nhúng trong bản trình bày. Peter Korn (một chuyên gia về khả năng truy cập) đã xem xét phiên bản 1.1, "để thỏa mãn bản thân rằng tất cả các mối quan tâm về khả năng truy cập của chúng tôi đã được giải quyết", và tuyên bố rằng "tôi rất hài lòng."

#### Triển khai
Peter Korn đã báo cáo chuyên sâu về khả năng truy của OpenDocument. Ông lưu ý rằng có nhiều loại khiếm khuyết, bao gồm thị giác, thể chất, thính giác và nhận thức. Sau đó, ông lưu ý rằng tình hình khác nhau, tùy thuộc vào khuyết tật cụ thể. Đối với một số lượng lớn các khuyết tật, mặc dù không có vấn đề được biết đến.
- OpenOffice dự kiến sẽ hoạt động tốt với các giải pháp hiện có trong on-screen keyboards trên Windows khi được điều khiển bởi truy cập một công tắc, chuột đầu và hệ thống nhìn bằng mắt. Trên các hệ thống tương tự Unix, "On-screen Keyboard" của GNOME có thể được dùng. Cũng có sẵn trên cả hai hệ thống Linux và Windows là Dasher, một lựa chọn nhập văn bản được phát hành theo GPL cho người dùng chuột và mắt (tốc độ gõ 35 từ mỗi phút không sử dụng gì ngoài chuyển động mắt).
- Nếu những người khuyết tật đã sử dụng Microsoft Office, một plug-in cho phép họ tải và lưu file OpenDocument files bằng Microsoft Office có thể cung cấp cho họ các khả năng giống như họ đã có (giả sử có thể truy cập chu trình mở/lưu). Vì vậy, từ quan điểm đó, OpenDocument ít nhất có thể truy cập như Microsoft Office.
- Đối với người dùng sử dụng các lựa chọn thay thế cho Microsoft Officecó thể có vấn đề, không nhất thiết là do định dạng ODF mà là do các nhà cung cấp công nghệ hỗ trợ trên các nền tảng này đầu tư thấp hơn cho đến nay. Ví dụ, IBM đã tuyên bố rằng "các công cụ năng suất tại nơi làm việc của họ có sẵn thông qua Workplace Managed Client bao gồm xử lý văn bản, bảng tính và trình chỉnh sửa bản trình bày hiện đang được lên kế hoạch để có thể truy cập đầy đủ trên nền tảng Windows vào năm 2007. Có thể truy cập trên nền tảng Linux bởi 2008" (Sutor, ngày 10 tháng 11 năm 2005).

Điều quan trọng cần lưu ý là vì OpenDocument là định dạng file Open Standard, nên không cần mọi người sử dụng cùng một chương trình để đọc và ghi các tệp OpenDocument; một người khuyết tật có thể tự do sử dụng bất cứ chương trình nào phù hợp nhất với họ.

## Cấp phép

### Quyền tiếp cận các tiêu chuẩn
Các phiên bản của định dạng OpenDocument phê duyệt bởi OASIS được cung cấp miễn phí để tải về sử dụng. ITTF đã thêm ISO/IEC 26300 vào "danh sách các tiêu chuẩn tự do sẵn có"; bất cứ ai cũng có thể tải về và sử dụng tiêu chuẩn này miễn phí theo các điều khoản sẽ hiển thị khi bạn tải nó về.

### Bổ sung giấy phép miễn phí bản quyền
Các thành viên có nghĩa vụ của OASIS ODF TC đã đồng ý cung cấp các sản phẩm có thể cung cấp cho những người triển khai theo chính sách OASIS Royalty Free với chính sách Điều khoản có giới hạn.
Người đóng góp chính Sun Microsystems đã lập một giao ước sở hữu trí tuệ không thể hủy bỏ, cung cấp cho tất cả những người thực hiện đảm bảo rằng Sun sẽ không tìm cách thực thi bất kỳ bằng sáng chế nào của Mỹ hoặc nước ngoài đối với bất kỳ triển khai nào của đặc tả OpenDocument mà Sun tham gia phát triển.
Người đóng góp thứ hai cho sự phát triển ODF, IBM, đã đóng góp tài liệu bảng tính Lotus  – đã cung cấp các quyền bằng sáng chế của họ thông qua Interoperability Specifications Pledge của họ, trong đó "Các giao ước không thể hủy bỏ của IBM với bạn rằng nó sẽ không khẳng định bất kỳ Khiếu nại cần thiết nào chống lại bạn việc bạn thực hiện, sử dụng, nhập khẩu, bán hoặc cung cấp để bán Triển khai được bảo phủ."
Software Freedom Law Center đã kiểm tra xem có bất kỳ rào cản pháp lý nào đối với việc sử dụng Định dạng OpenDocument (ODF) trong phần mềm tự do nguồn mở phát sinh từ quy trình tiêu chuẩn hóa hay không. Theo quan điểm của họ, ODF không có những ràng buộc pháp lý sẽ ngăn chặn việc sử dụng nó trong phần mềm tự do nguồn mở, như được phân phối theo giấy phép do Apache và FSF ủy quyền.

## Các phản ứng

### Ủng hộ OpenDocument
Một số chính phủ, các công ty, tổ chức và các sản phẩm phần mềm hỗ trợ định dạng OpenDocument. Ví dụ:
- OpenDoc Society điều hành các ODF Plugfests thường xuyên liên kết với các nhóm ngành và tổ chức khu vực công. Plugfest lần thứ 10[64] được tổ chức bởi Government Digital Service Anh kết hợp với các hiệp hội ngành công nghiệp bao gồm OpenForum Europe và OpenUK (trước đó là Open Source Consortium).
  - Kết quả của Plugfest thứ 10 là một bộ công cụ[65] ODF trong đó bao gồm "nguyên tắc Document Format mở cho Công nghệ Chính phủ" có mục đích đơn giản là giải thích các trường hợp cho ODF hướng vào các "công chức trung bình" và bao gồm một chiết xuất từ các chính sách của Chính phủ Anh liên quan Open Document Format.
  - Bộ công cụ cũng bao gồm một trang miêu tả hình đồ họa đơn[66] được thiết kế để trình bày rõ những hậu quả của việc không chọn Open Document Format. Minh họa hiện đã được dịch sang hơn 10 ngôn ngữ.
- Các công ty IT như Apple Inc., Adobe Systems, Google, IBM, Intel, Microsoft, Nokia, Novell, Red Hat, Oracle cũng như các công ty khác có hoặc không là thành viên của OASIS OpenDocument Adoption Technical Committee.
- Hơn 600 công ty và các tổ chức thúc đẩy định dạng OpenDocument thông qua OpenDocument Format Alliance.[67]
- NATO với 26 thành viên dùng ODF như là một tiêu chuẩn bắt buộc cho tất cả các thành viên.[68]
- The TAC (Telematics between Administrations Committee),Bao gồm chính phủ điện tử các nhà hoạch định chính sách từ 25 nước thành viên Liên minh châu Âu, thông qua một tập hợp các khuyến nghị để thúc đẩy việc sử dụng các định dạng tài liệu mở trong khu vực công.[69]
- Các phần mềm văn phòng miễn phí LibreOffice, OpenOffice.org, Calligra và KOffice tất cả thúc đẩy OpenDocument Format, và nó được sử dụng như là định dạng tập tin mặc định.
- Một số tổ chức, ví dụ như OpenDocument Fellowship Lưu trữ ngày 27 tháng 10 năm 2007 tại Wayback Machine và OpenDoc Society Lưu trữ ngày 19 tháng 11 năm 2021 tại Wayback Machine được thành lập để hỗ trợ và thúc đẩy OpenDocument.
- Vào tháng 12/2007, Wikimedia Foundation công bố vào giữa năm 2008 MediaWiki, Sức mạnh của Wikipedia và một số trang web dựa trên wiki khác, sẽ hỗ trợ xuất nội dung của wiki ra định dạng OpenDocument.[70]

Ngày 4/11/2005, IBM và Sun Microsystems đã tổ chức "OpenDocument (ODF) Summit" tại Armonk, New York, để thảo luận làm thế nào để thúc đẩy việc áp dụng OpenDocument. ODF Summit có sự góp mặt của các đại diện của nhiều ngành công nghiệp và các công ty công nghệ, bao gồm Oracle, Google, Adobe, Novell, Red Hat, Computer Associates, Corel, Nokia, Intel, và Linux e-mail company Scalix. (LaMonica, 1011/2005). Các đại diện cam kết cung cấp các nguồn lực kỹ thuật cải thiện OpenDocument thông qua các cơ quan tiêu chuẩn hiện có và để thúc đẩy việc sử dụng của nó trên thị trường, có thể thông qua một nền tảng độc lập. Các học giả đã gợi ý rằng "tiêu chuẩn OpenDocument là nên tập trung vào các mũi nhọn có thể cạnh tranh... đặc biệt là đối với các khu vực công." Thật vậy, sự công nhận của khu vực công đã tăng đáng kể từ khi OpenDocument được ban hành vào thời gian 2005/2006.

### Chỉ trích
- Các ứng dụng khác nhau dùng ODF như một định dạng tài liệu tiêu chuẩn có những phương thức khác nhau để xử lý các macro/script. Khong có ngôn ngữ macro được chỉ rõ trong ODF. Người dùng và các nhà phát triển mong muốn về việc có một ngôn ngữ script tiêu chuẩn.[74]
- Đặc điểm kỹ thuật ODF cho theo dõi những sự thay đổi được giới hạn và không hoàn toàn xác định tất cả các trường hợp, dẫn đến hành vi cụ thể thực hiện. Ngoài ra, OpenDocument không hỗ trợ theo dõi sự thay đổi trong các yếu tố như bảng hoặc MathML.[75][76]
- Nó không được phép sử dụng các yếu tố phong cách chung định dạng ODF (như thông tin font) cho các yếu tố MathML.[76]

## Được thông qua trên toàn thế giới
Mục tiêu của định dạng mở như OpenDocument là để đảm bảo việc truy cập vào dữ liệu một cách lâu dài mà không có rào cản pháp lý hoặc kỹ thuật, và một số chính phủ đã xem xét các định dạng mở như là một vấn đề của chính sách công. Chính phủ nhiều nước đã giới thiệu các chính sách thông qua một phần hoặc hoàn toàn OpenDocument. Điều này có nghĩa là tiêu chuẩn ODF ở một số nơi được quy định như một chuẩn bắt buộc, một số nơi coi nó là tiêu chuẩn khuyến khích sử dụng, một số nơi mới chỉ coi nó là một trong các tiêu chuẩn có thể áp dụng. Dưới đây là danh sách chưa đầy đủ:

### Cấp độ quốc tế
- NATO[77]

### Cấp độ quốc gia

#### Châu Phi
- Nam Phi

#### Châu Á
- Nhật Bản
- Malaysia
- Ấn Độ
- Hàn Quốc

#### Châu Âu
- Các thành viên trong Liên minh châu Âu [69]
- Bỉ
- Croatia
- Đan Mạch
- Pháp
- Đức
- Hungary
- Italia
- Hà Lan
- Na Uy
- Ba Lan
- Nga
- Slovakia
- Thụy Điển
- Thụy Sĩ
- Anh

#### Nam Mỹ
- Brasil
- Uruguay
- Venezuela

### Vùng lãnh thổ
- Andalusia (Tây Ban Nha)
- Assam (Ấn Độ)
- Extremadura (Tây Ban Nha)
- Đài Loan (Trung Quốc)[78][79][80]
- Hong Kong (Trung Quốc)
- Kerala (Ấn Độ)
- Massachusetts (Mỹ)[81]
- Misiones (Argentina)
- Munich (Đức)[82]
- Paraná (Brasil)